# راجر دارول
راجر دارول (انگلیسی: Roger Darvell; ۱۰ فوریهٔ ۱۹۳۱ – ۲۱ اکتبر ۲۰۱۴) بازیکن فوتبال اهل بریتانیا بود.
از باشگاه‌هایی که در آن بازی کرده‌است می‌توان به باشگاه فوتبال چارلتون اتلتیک، باشگاه فوتبال ساوتپورت، و باشگاه فوتبال گیلینگام اشاره کرد.